# Rimae Maupertuis
Rimae Maupertuis – grupa rowów  na powierzchni Księżyca o średnicy około 60 km. Znajduje się w pobliżu północnego brzegu Mare Imbrium na współrzędnych selenograficznych ☾ 52,0°N 23,0°W/52,000000 -23,000000. Nazwa tego systemu kanałów została nadana w 1985 roku przez Międzynarodową Unię Astronomiczną i pochodzi od pobliskiego krateru Maupertuis.